# Pteris venulosa
Pteris venulosa är en kantbräkenväxtart som beskrevs av Bl. Pteris venulosa ingår i släktet Pteris och familjen Pteridaceae. Inga underarter finns listade.